# 1255年
| 千纪： | 2千纪 |
| 世纪： | 12世纪 \| 13世纪 \| 14世纪                                                                                 |
| 年代： | 1220年代 \| 1230年代 \| 1240年代 \| 1250年代 \| 1260年代 \| 1270年代 \| 1280年代                           |
| 年份： | 1250年 \| 1251年 \| 1252年 \| 1253年 \| 1254年 \| 1255年 \| 1256年 \| 1257年 \| 1258年 \| 1259年 \| 1260年 |
| 纪年： | 乙卯年（兔年）；南宋宝祐三年；蒙古宪宗五年；越南元豐二年；日本建長七年                                     |

## 大事记
- 蒙古第七次入侵高麗。
- 葡萄牙王國從科英布拉遷都里斯本。
- 條頓騎士團北方十字軍征服古普魯士人薩姆比亞部落（德语：Semba (Balten)），特旺斯特（德语：Twangste）被摧毀，在原地建立柯尼斯堡。。